# Port Antonio
Port Antonio (em português Porto Antônio) é a capital da paróquia de Portland, no nordeste da Jamaica, dentro do condado de Surrey. Localiza-se no leste do território jamaicano. Seu reconhecimento refere-se à sua fama na gastronomia 'jerk', além de ser o terceiro maior porto da ilha e foi ponto de expedição de bananas e cocos.

## População
A população desta cidade jamaicana é composta por um total de catorze mil e oitocentas pessoas, segundo dados divulgados em 2011.